# Arétalogie
Une arétalogie (du grec ἀρεταλογία, lui-même issu de ἀρετή, arété, « vertu », et de λόγος, logos, « discours ») est un genre littéraire qui exalte les mérites et les miracles d'un dieu ou d'une divinité, aussi bien dans l'Égypte antique que dans la civilisation gréco-romaine. Souvent rédigées sous une forme poétique (hymnes, litanies...), les arétalogies sont généralement écrites à la première personne.

## Présentation
Pour Marie-Françoise Baslez, l'arétalogie est un texte liturgique qui « se définit par la combinaison d'un récit circonstancié et d'une présentation de la puissance (arété) du dieu ». Il s'agit d'une variante religieuse de la rhétorique classique, d'une « expression littéraire née dans les sanctuaires guérisseurs du monde grec comme celui d’Épidaure ; c’est un hymne ou un récit à la gloire du dieu et de ses vertus (aretai), au sens le plus efficace du terme, notamment de ses miracles » . Ainsi, dans la Grèce antique, « l'apparition de la divinité se manifeste en réponse à la prière du fidèle inquiet ».
L'auteur de ce type de récit, l'« arétalogue » ou « arétologue » (ἀρετολόγος), faisait partie des « orateurs mystiques du paganisme, qui récrivaient l'histoire du monde et de leur propre vie pour la plus grande gloire de leur dieu ». Il officiait dans les temples, où il pouvait avoir des fonctions de divination et d'interprétation des songes.
Les arétalogies les plus tardives datent du IIe siècle de notre ère.

## Les arétalogies d'Isis
Dans le monde gréco-égyptien de la dynastie lagide, le culte d'Isis a inspiré plusieurs arétalogies, dont un texte du IIIe siècle avant notre ère découvert en 1925 à Cymé qui énumère les nombreux pouvoirs de la déesse. Il commence par ces vers :
Démétrios, fils d'Artémidôros,

appelé aussi Thraséas, de Magnésie sur le Méandre, adresse une prière à Isis. [...] 

Moi, je suis Isis, la souveraine de toute contrée,

j'ai été instruite par Hermès

et j'ai inventé l'écriture avec Hermès.

## Contenu éthique
Dans la tradition chrétienne, le terme « arétalogie » acquiert un sens dérivé, selon une acception morale qui l'assimile à l'éthique individuelle. L'Encyclopédie de Diderot définit l'arétalogie comme « la partie de la philosophie morale qui traite de la vertu, de sa nature et des moyens d'y parvenir ». Elle peut alors être considérée comme la « science de former la vie (mœurs, actions) selon les vertus, ce qui conduit l'homme à la félicité naturelle ».